# 圣救主堂 (博洛尼亚)
圣救主堂（Santissimo Salvatore）是一座巴洛克风格的罗马天主教教堂，位于意大利博洛尼亚市中心。

## 历史
此处一座12世纪的教堂，曾经属于律修会修士。1605-1623年，在巴尔纳伯修会（Barnabites）神父乔瓦尼·安布罗吉奥·马赞塔的指导下，和建筑师托马索·马蒂利的协助下，这座教堂于建成目前的形式。它有八个小堂，每边四个。原先建筑唯一保留的特征是16世纪的钟楼。外墙有奥拉齐奥·普罗瓦利亚的三尊铜像，以及乔瓦尼·特代斯基雕刻的四位福音书著者的雕像。教堂目前不向公众开放，只对预先安排好的旅游开放。
第一个小堂的油画，是小埃尔科勒·格拉齐亚尼的《真福卡内托利拒绝从朱利亚诺·德·美第奇接受佛罗伦萨总主教职位》。侧翼雕像《圣奥斯定和热罗拉莫》由特德斯基雕刻。
下一个小堂有四座由特德斯基和克莱门特·莫利雕刻的雕塑。祭坛画《复活》是乔瓦尼·安德里亚·唐杜奇的作品。
第三座小堂的祭坛画《胜利之后》（14世纪）的作者是利波·迪·达尔马西奥或西蒙娜·德·克罗西西，而拱顶壁画是19世纪的画家亚历山德罗·瓜尔达索尼和路易吉·德尔·萨莫吉亚的作品。
第四个小堂有一幅大型油画，是雅科波·科皮的《贝鲁特十字架的奇迹》（1579年）。还有一幅吉罗拉莫·达特雷维索的《圣母在坎特伯雷的托马斯·贝克特教堂》（1500年代中期）。贝克特曾在博洛尼亚求学。该堂的艺术杰作之一是维塔莱·达·博洛尼亚的《圣母加冕》在神庙（1353年）。
左边的第一个小堂有一幅油画《圣若翰洗者与圣徒》（1532 年）。下一个小堂有卡洛·博诺尼的《耶稣升天》（1600 年代）。在第三座小堂之前，是卡洛·博尔多尼和费迪南多·罗西从1926年精雕细刻的核桃讲坛。
第三座小堂的油画是因诺森佐·达·伊莫拉的《十字架与圣徒》（1539 年），两侧是安德里亚·盖拉和乔瓦尼·特代斯基的雕塑。耳堂的最后一个小堂是亚历山德罗·蒂亚里尼的耶稣诞生。
就在中殿的中心，有一块大理石板，标出画家格尔奇诺的坟墓，他于1666年埋葬于此。
祭坛是卡米洛·安布罗西的作品。上面和后面是四幅先知的画，而正祭台画描绘了《荣耀中的救主耶稣》，这幅画由乔瓦尼·弗朗切斯科·格西和圭多·雷尼合作。还有四幅画描绘了《贝鲁特十字架的故事》, 则是贾科莫·卡夫多内和弗朗切斯科·布里齐的合作作品。《贝鲁特十字架的故事》根据雅各·德·佛拉金的《黄金传说》，讲述了320年罗马帝国城市贝鲁特的事件。被盗的十字架开始流血，导致迫害基督徒的当地居民 （犹太人） 皈依。